# Sférická trigonometrie
Sférická trigonometrie je odvětvím sférické geometrie, které se zabývá vztahy mezi goniometrickými funkcemi stran a úhlů sférických mnohoúhelníků (zvláště sférických trojúhelníků) definovaných několika protínajícími se hlavními kružnicemi na kouli. Sférická trigonometrie má velký význam pro výpočty v astronomii, geodézii a navigaci.
Počátky sférické trigonometrie sahají do starověkého Řecka, velký rozvoj prodělala v islámské matematice.  Předmět došel naplnění v raném novověku s důležitými objevy Johna Napiera, Josepha Delambre a dalších a prakticky definitivní podobu získal do konce devatenáctého století publikací knihy Isaaca Todhuntera Spherical trigonometry for the use of colleges and Schools.
Významným vývojem od té doby byly aplikace vektorových metod a používání numerických metod.

## Potřebné definice

Osm sférických trojúhelníků definovaných průnikem tří hlavních kružnic.

### Sférické mnohoúhelníky
Sférický mnohoúhelník je geometrický útvar na povrchu koule definovaný několika oblouky hlavních kružnic, což jsou průniky povrchu koule s rovinami procházejícími středem koule. Takové mnohoúhelníky mohou mít jakýkoli počet stran. Dvě roviny definují kulový klín, také nazývaný „dvojúhelník“, což je dvoustranná obdoba rovinného trojúhelníka: můžeme si jej představit jako povrch slupky dílku melounu, rozkrájeného několika řezy přes střed.
Tři roviny definují sférický trojúhelník, který je hlavním předmětem tohoto článku. Čtyři roviny definují sférický čtyřúhelník: tento obrazec a mnohoúhelníky s vyšším počtem stran můžeme považovat za sjednocení několika sférických trojúhelníků.
Od tohoto místa článek popisuje pouze sférické trojúhelníky, které označuje jednoduše jako trojúhelníky.

### Značení

Základní trojúhelník na jednotkové kouli.

- Vrcholy i úhly ve vrcholech se označují stejnými velkými písmeny A, B a C.
- Úhly A, B, C trojúhelníka jsou rovny úhlům mezi rovinami, které protínají povrch koule, nebo ekvivalentně úhly mezi tečnými vektory oblouků hlavní kružnice, které se protínají ve vrcholech. Úhly jsou uváděné v radiánech. Dohodneme se, že úhly vlastních sférických trojúhelníků jsou vždy menší než π , takže π < A + B + C < 3π. (Todhunter,[1] Art.22,32).
- Strany se označují malými písmeny a, b, c. Na jednotkové kouli jsou jejich délky numericky rovny úhlům v obloukové míře (radiánech), které oblouky hlavní kružnice vytínají ze středu. Dohodneme se, že strany vlastních sférických trojúhelníků jsou vždy menší než π , takže 0 < a + b + c < 3π. (Todhunter,[1] Art.22,32).
- Poloměr koule se bere za jednotku. Pro řešení praktických problémů na kouli poloměru R je třeba změřené délky stran napřed vydělit poloměrem R pomocí identit uvedených níže. A po výpočtu provedeném na jednotkové kouli musí být strany a, b, c naopak znásobeny poloměrem R.

### Polární trojúhelníky

Polární trojúhelník A'B'C'

Polární trojúhelník přiřazený k trojúhelníku ABC je definován takto: Uvažujme hlavní kružnici, která obsahuje stranu BC. Tato hlavní kružnice je definována průnikem povrchu koule s rovinou procházející středem koule. Sestrojíme normálu k této rovině ve středu koule: normála protíná povrch koule ve dvou bodech; bod, který je na stejné straně roviny jako bod A, nazveme pólem A, a budeme jej značit A'. Body B' a C' definujeme obdobně.
Trojúhelník A'B'C' je polární trojúhelník odpovídající trojúhelníku ABC. Velmi důležitá věta (Todhunter, Art.27) dokazuje, že pro úhly a strany polárního trojúhelníka platí
{\displaystyle {\begin{alignedat}{3}A'&=\pi -a,&\qquad B'&=\pi -b,&\qquad C'&=\pi -c,\\a'&=\pi -A,&b'&=\pi -B,&c'&=\pi -C.\end{alignedat}}}
Použitím první identity na polární trojúhelník vytvořený výše uvedenou substitucí můžeme z každé identity dokázané pro trojúhelník ABC okamžitě odvodit další identity. Tímto způsobem lze z jedné kosinové rovnice odvodit další kosinové rovnice. Podobně lze ze vztahů pro pravoúhlý trojúhelník odvodit identity pro kvadrantový trojúhelník. Polární trojúhelník polárního trojúhelníka je původní trojúhelník.

## Kosinová a sinová pravidla

### Kosinová pravidla
Kosinové pravidlo je základní identitou sférické trigonometrie: z něj lze odvodit všechny další identity, včetně sinového pravidla.
{\displaystyle \cos a=\cos b\cos c+\sin b\sin c\cos A,\!}
{\displaystyle \cos b=\cos c\cos a+\sin c\sin a\cos B,\!}
{\displaystyle \cos c=\cos a\cos b+\sin a\sin b\cos C,\!}
Tyto identity aproximují kosinové pravidlo rovinné trigonometrie, pokud jsou strany mnohem menší než poloměr koule. (Jestliže na jednotkové kouli a, b, c << 1:, použijeme přibližné vztahy {\displaystyle \sin a\approx } a {\displaystyle \cos a\approx 1-a^{2}/2} atd.; viz Sférická kosinová věta.)

### Sinová pravidla
Sférická sinová věta je dána vzorcem
{\displaystyle {\frac {\sin A}{\sin a}}={\frac {\sin B}{\sin b}}={\frac {\sin C}{\sin c}}.}
Tyto identity aproximují sinové pravidlo rovinné trigonometrie, když jsou strany mnohem menší než je poloměr koule.

### Odvození kosinové věty

Sférické kosinové vzorce byly původně dokázány pomocí elementární geometrie a rovinné kosinové věty (Todhunter, Art.37). Todhunter také ukazuje jejich odvození pomocí jednoduchých souřadnic a rovinného kosinového pravidla (Art.60). Zde uvedený přístup používá jednodušších vektorových metod. (Tyto metody jsou také diskutovány v článku Sférická kosinová věta.)
Uvažujme tři jednotkové vektory OA, OB a OC z počátku (ve středu koule) do vrcholů trojúhelníka (na jednotkové kouli). Oblouk BC vytíná úhel velikosti a ve středu a proto OB·OC=cos a. Zavedeme Kartézské souřadnice, tak že polopřímka OA je kladná poloosa osy z a OB v rovině xz svírá úhel c s osou z. Projekce vektoru OC na ON v rovině xy a úhel mezi ON a osou x je A. Vektory OA, OB a OC mají v této souřadné soustavě vyjádření:
OA {\displaystyle (0,\,0,\,1)}    OB {\displaystyle (\sin c,\,0,\,\cos c)}    OC {\displaystyle (\sin b\cos A,\,\sin b\sin A,\,\cos b)}.
Skalární součin OB·OC vyjádřený pomocí těchto souřadnic je
OB·OC = {\displaystyle \sin c\,\sin b\,\cos A+\cos c\,\cos b}.
Srovnání obou výrazů pro skalární součin dává
{\displaystyle \cos =\cos b\,\cos c+\sin b\,\sin c\,\cos A.}
Tuto rovnici lze přeskládat tak, aby dávala explicitní výrazy pro úhel vyjádřený pomocí stran:
{\displaystyle \cos A={\frac {\cos a\,-\,\cos b\,\cos c}{\sin b\,\sin c}}.}
Další kosinová pravidla lze získat cyklickou permutací.

### Odvození sinového pravidla
Toto odvození je uvedeno v Todhunter, (Art.40). Využijeme identity {\displaystyle \sin ^{2}A=1-\cos ^{2}A}, do které za {\displaystyle \cos A} dosadíme předchozí výsledek, čímž dostaneme
{\displaystyle {\begin{aligned}\sin ^{2}\!A&=1-\left({\frac {\cos a-\cos b\,\cos c}{\sin b\,\sin c}}\right)^{2}\\&={\frac {(1-\cos ^{2}\!b)(1-\cos ^{2}\!c)-(\cos a-\cos b\,\cos c)^{2}}{\sin ^{2}\!b\,\sin ^{2}\!c}}\\{\frac {\sin A}{\sin a}}&={\frac {[1-\cos ^{2}\!a-\cos ^{2}\!b-\cos ^{2}\!c+2\cos a\cos b\cos c]^{1/2}}{\sin a\sin b\sin c}}.\end{aligned}}}
Protože pravá strana je invariantní vůči cyklické permutaci {\displaystyle a,\;b,\;c}, získáme okamžitě sférické sinové pravidlo.

### Alternativní odvození
Existuje mnoho způsobů odvození základních kosinových a sinových pravidel a dalších pravidel odvozených v následující části. Například Todhunter podává dva důkazy kosinového pravidla (Články 37 a 60) a dva důkazy sinového pravidla (Články 40 a 42). Článek Sférická kosinová věta podává čtyři různé důkazy kosinového pravidla. Učebnice geodézie (např. Clarke) a sférické astronomie (např. Smart) obsahují různé důkazy; web MathWorld jich obsahuje ještě více. Existují i exotičtější odvození, například uvedená v Banerjee, který odvozuje tyto vzorce pomocí lineární algebry projekčních matic a také cituje metody v diferenciální geometrii a grupové teorii rotací.
Předností výše uvedeného odvození kosinového pravidla je jeho jednoduchost a přímost; odvození sinového pravidla zdůrazňuje fakt, že k jeho odvození stačí kosinové pravidlo. Výše uvedenou geometrii je však možné použít pro nezávislý důkaz sinového pravidla. Smíšený součin OA·(OB×OC) dává v uvedené soustavě souřadnic {\displaystyle \sin b\sin c\sin A}. Podobně pro soustavu souřadnic s osou z shodnou s polopřímkou OB dává smíšený součin OB·(OC×OA) {\displaystyle \sin c\sin a\sin B}. Z invariance smíšeného součinu vůči cyklické permutaci plyne {\displaystyle \sin b\sin A=\sin a\sin B}, což je první ze sinových pravidel. Detaily tohoto odvození jsou uvedeny u křivkové varianty sinové věty.

## Rovnosti

### Další kosinová pravidla
Použití kosinových pravidel na polární trojúhelník dává (Todhunter, Art.47), tj. pokud A nahradíme π–a,  a π–A atd.,
{\displaystyle {\begin{aligned}\cos A&=-\cos B\,\cos C+\sin B\,\sin C\,\cos a,\\\cos B&=-\cos C\,\cos A+\sin C\,\sin A\,\cos b,\\\cos C&=-\cos A\,\cos B+\sin A\,\sin B\,\cos c.\end{aligned}}}

### Kotangentové vzorce pro čtyři parametry
Šest prvků sférického trojúhelníka můžeme zapsat v cyklickém pořadí jako (aCbAcB). Kotangentové vzorce, které obsahují čtyři parametry se mohou týkat dvou stran a dvou úhlů tvořících čtyři po sobě jdoucí parametry trojúhelníka, například (aCbA) nebo (BaCb). Každá taková sada má vnitřní a vnější prvky: například v sadě (BaCb) je vnitřní úhel C, vnitřní strana je a, vnější úhel je B, vnější strana je b. Kotangentové pravidlo lze zapsat (Todhunter, Art.44)
cos(vnitřní strana) cos(vnitřní úhel) = cotg(vnější strana) sin(vnitřní strana) − cotg(vnější úhel) sin(vnitřní úhel),
{\displaystyle \cos({\text{vnitřní strana}})\cos({\text{vnitřní úhel}})=\operatorname {cotg} ({\text{vnější strana}})\sin({\text{vnitřní strana}})\ -\ \operatorname {cotg} ({\text{vnější úhel}})\sin({\text{vnitřní úhel}}),}
a šest možných rovnic je (s relevantní sadou uvedenou vpravo):
{\displaystyle {\begin{array}{lll}{\text{(CT1)}}\quad &\cos b\,\cos C=\operatorname {cotg} a\,\sin b-\operatorname {cotg} A\,\sin C,\qquad &(aCbA)\\[0ex]{\text{(CT2)}}&\cos b\,\cos A=\operatorname {cotg} c\,\sin b-\operatorname {cotg} C\,\sin A,&(CbAc)\\[0ex]{\text{(CT3)}}&\cos c\,\cos A=\operatorname {cotg} b\,\sin c-\operatorname {cotg} B\,\sin A,&(bAcB)\\[0ex]{\text{(CT4)}}&\cos c\,\cos B=\operatorname {cotg} a\,\sin c-\operatorname {cotg} A\,\sin B,&(AcBa)\\[0ex]{\text{(CT5)}}&\cos a\,\cos B=\operatorname {cotg} c\,\sin a-\operatorname {cotg} C\,\sin B,&(cBaC)\\[0ex]{\text{(CT6)}}&\cos a\,\cos C=\operatorname {cotg} b\,\sin a-\operatorname {cotg} B\,\sin C,&(BaCb).\end{array}}}
Pro důkaz prvního vzorce vyjdeme z prvního kosinového pravidla a {\displaystyle \cos c} na pravé straně vyjádříme z třetího kosinového pravidla:
{\displaystyle {\begin{aligned}\cos a&=\cos b\cos c+\sin b\sin c\cos A\\&=\cos b\ (\cos a\cos b+\sin a\sin b\cos C)+\sin b\sin C\sin a\operatorname {cotg} A\\\cos a\sin ^{2}b&=\cos b\sin a\sin b\cos C+\sin b\sin C\sin a\operatorname {cotg} A.\end{aligned}}}
Výsledek získáme vydělením výrazem {\displaystyle \sin a\sin b}. Podobným způsobem
s jinýma dvěma kosinovými pravidly dostaneme CT3 a CT5. Další tři rovnice lze získat aplikací pravidel 1, 3 a 5 na polární trojúhelník.

### Vzorce pro poloviční úhel a poloviční stranu
Zavedeme značení {\displaystyle 2s=(a+b+c)} a {\displaystyle 2S=(A+B+C)},
{\displaystyle {\begin{aligned}&\sin {\textstyle {\frac {1}{2}}}A=\left[{\frac {\sin(s{-}b)\sin(s{-}c)}{\sin b\sin c}}\right]^{1/2}&\qquad &\sin {\textstyle {\frac {1}{2}}}a=\left[{\frac {-\cos S\cos(S{-}A)}{\sin B\sin C}}\right]^{1/2}\\[2ex]&\cos {\textstyle {\frac {1}{2}}}A=\left[{\frac {\sin s\sin(s{-}a)}{\sin b\sin c}}\right]^{1/2}&\qquad &\cos {\textstyle {\frac {1}{2}}}a=\left[{\frac {\cos(S{-}B)\cos(S{-}C)}{\sin B\sin C}}\right]^{1/2}\\[2ex]&\operatorname {tg} {\textstyle {\frac {1}{2}}}A=\left[{\frac {\sin(s{-}b)\sin(s{-}c)}{\sin s\sin(s{-}a)}}\right]^{1/2}&\qquad &\operatorname {tg} {\textstyle {\frac {1}{2}}}a=\left[{\frac {-\cos S\cos(S{-}A)}{\cos(S{-}B)\cos(S{-}C)}}\right]^{1/2}\end{aligned}}}
Dalších dvanáct identit lze získat cyklickou permutací.
Důkaz (Todhunter, Art.49) prvního vzorce vychází z identity  2sin2(A/2) = 1–cosA, použijeme kosinové pravidlo pro vyjádření A pomocí stran a nahradíme součet ze dvou kosinů součinem. (Viz sum-to-Součin identit.) Druhý vzorec vychází z identity  2cos2(A/2) = 1+cosA, třetí je podíl, a zbytek lze získat aplikací výsledků na polární trojúhelník.

### Delambreovy (nebo Gaussovy) analogie
{\displaystyle {\begin{aligned}&\\{\frac {\sin {\textstyle {\frac {1}{2}}}(A{+}B)}{\cos {\textstyle {\frac {1}{2}}}C}}={\frac {\cos {\textstyle {\frac {1}{2}}}(a{-}b)}{\cos {\textstyle {\frac {1}{2}}}c}}&\qquad \qquad &{\frac {\sin {\textstyle {\frac {1}{2}}}(A{-}B)}{\cos {\textstyle {\frac {1}{2}}}C}}={\frac {\sin {\textstyle {\frac {1}{2}}}(a{-}b)}{\sin {\textstyle {\frac {1}{2}}}c}}\\[2ex]{\frac {\cos {\textstyle {\frac {1}{2}}}(A{+}B)}{\sin {\textstyle {\frac {1}{2}}}C}}={\frac {\cos {\textstyle {\frac {1}{2}}}(a{+}b)}{\cos {\textstyle {\frac {1}{2}}}c}}&\qquad &{\frac {\cos {\textstyle {\frac {1}{2}}}(A{-}B)}{\sin {\textstyle {\frac {1}{2}}}C}}={\frac {\sin {\textstyle {\frac {1}{2}}}(a{+}b)}{\sin {\textstyle {\frac {1}{2}}}c}}\end{aligned}}}
Dalších osm identit lze získat cyklickou permutací.
Což lze dokázat rozepsáním čitatelů a použitím vzorců pro poloviční úhel. (Todhunter, Art.54 a Delambre)

### Napierovy analogie
Též Neperovy analogie podle latinské podoby jména Johna Napiera.
{\displaystyle {\begin{aligned}&&\\[-2ex]\displaystyle {\operatorname {tg} {\textstyle {\frac {1}{2}}}(A{+}B)}={\frac {\cos {\textstyle {\frac {1}{2}}}(a{-}b)}{\cos {\textstyle {\frac {1}{2}}}(a{+}b)}}\operatorname {cotg} {\textstyle {\frac {1}{2}}C}&\qquad &{\operatorname {tg} {\textstyle {\frac {1}{2}}}(a{+}b)}={\frac {\cos {\textstyle {\frac {1}{2}}}(A{-}B)}{\cos {\textstyle {\frac {1}{2}}}(A{+}B)}}\operatorname {tg} {\textstyle {\frac {1}{2}}c}\\[2ex]{\operatorname {tg} {\textstyle {\frac {1}{2}}}(A{-}B)}={\frac {\sin {\textstyle {\frac {1}{2}}}(a{-}b)}{\sin {\textstyle {\frac {1}{2}}}(a{+}b)}}\operatorname {cotg} {\textstyle {\frac {1}{2}}C}&\qquad &{\operatorname {tg} {\textstyle {\frac {1}{2}}}(a{-}b)}={\frac {\sin {\textstyle {\frac {1}{2}}}(A{-}B)}{\sin {\textstyle {\frac {1}{2}}}(A{+}B)}}\operatorname {tg} {\textstyle {\frac {1}{2}}c}\end{aligned}}}
Dalších osm identit lze získat cyklickou permutací.
Tyto identity lze získat vydělením Delambreova vzorce. (Todhunter, Art.52)

### Napierova pravidla pro pravoúhlé sférické trojúhelníky

Když jeden z úhlů, řekněme C, sférického trojúhelníka se rovná π/2, různé identity uvedené výše se výrazně zjednoduší. Existuje deset identit pro tři prvky vybrané z množiny a, b, c, A, B.
Napier poskytl elegantní mnemotechnickou pomůcku pro zapamatování deseti nezávislých rovnic: pomůcka se nazývá Napierova kružnice nebo Napierův pětiúhelník (když se kružnice na obrázku vpravo nahoře nahradí pětiúhelníkem).
Nejdříve napíšeme do kruhu šest prvků trojúhelníka (tři vrcholové úhly, tři obloukové úhly pro strany): pro trojúhelník uvedený vlevo nahoře dostáváme aCbAcB. Nyní prvky, které nesousedí s C (což je A, c, B), nahradíme jejich doplňky a pak ze seznamu smažeme úhel C. Zbývající prvky jsou jak je ukázáno na obrázku vpravo nahoře. Pro jakékoli tři po sobě jdoucí prvky, bude jeden (prostřední část) sousedit se dvěma prvky a bude opačný k dalším dvěma prvkům. Deset Napierových pravidel dává
- sinus prostřední části = součin tangent sousedících prvků
- sinus prostřední části = součin kosinů opačných prvků

Když například začneme částí obsahující {\displaystyle a} dostáváme:
{\displaystyle \sin a=\operatorname {tg} (\pi /2{-}B)\,\operatorname {tg} b=\cos(\pi /2{-}c)\,\cos(\pi /2{-}A)=\operatorname {cotg} B\,\operatorname {tg} b=\sin c\,\sin A.}
Úplná sada pravidel pro pravoúhlý sférický trojúhelník je (Todhunter, Art.62)
{\displaystyle {\begin{alignedat}{4}&{\text{(R1)}}&\qquad \cos c&=\cos a\,\cos b,&\qquad \qquad &{\text{(R6)}}&\qquad \operatorname {tg} b&=\cos A\,\operatorname {tg} c,\\&{\text{(R2)}}&\sin a&=\sin A\,\sin c,&&{\text{(R7)}}&\operatorname {tg} a&=\cos B\,\operatorname {tg} c,\\&{\text{(R3)}}&\sin b&=\sin B\,\sin c,&&{\text{(R8)}}&\cos A&=\sin B\,\cos a,\\&{\text{(R4)}}&\operatorname {tg} a&=\operatorname {tg} A\,\sin b,&&{\text{(R9)}}&\cos B&=\sin A\,\cos b,\\&{\text{(R5)}}&\operatorname {tg} b&=\operatorname {tg} B\,\sin a,&&{\text{(R10)}}&\cos c&=\operatorname {cotg} A\,\operatorname {cotg} B.\end{alignedat}}}

### Napierova pravidla pro kvadrantové trojúhelníky

Kvadrantový sférický trojúhelník spolu s Napierovou kružnicí pro použití v Napierově mnemonice

Kvadrantový sférický trojúhelník je definován tak, že je sférickým trojúhelníkem, ve kterém jedna ze stran vytíná úhel π/2 radiánů ze středu koule: na jednotkové kouli má strana délku π/2. Pokud má strana c na jednotkové kouli délku π/2, lze rovnici popisující zbývající strany a úhly získat aplikací pravidla pro pravoúhlý sférický trojúhelník z předchozí části na polární trojúhelník A'B'C' se stranami a',b',c' tak, že A' = π−a,  a' = π−A atd. Výsledky jsou:
{\displaystyle {\begin{alignedat}{4}&{\text{(Q1)}}&\qquad \cos C&=-\cos A\,\cos B,&\qquad \qquad &{\text{(Q6)}}&\qquad \operatorname {tg} B&=-\cos a\,\operatorname {tg} C,\\&{\text{(Q2)}}&\sin A&=\sin a\,\sin C,&&{\text{(Q7)}}&\operatorname {tg} A&=-\cos b\,\operatorname {tg} C,\\&{\text{(Q3)}}&\sin B&=\sin b\,\sin C,&&{\text{(Q8)}}&\cos a&=\sin b\,\cos A,\\&{\text{(Q4)}}&\operatorname {tg} A&=\operatorname {tg} a\,\sin B,&&{\text{(Q9)}}&\cos b&=\sin a\,\cos B,\\&{\text{(Q5)}}&\operatorname {tg} B&=\operatorname {tg} b\,\sin A,&&{\text{(Q10)}}&\cos C&=-\operatorname {cotg} a\,\operatorname {cotg} b.\end{alignedat}}}

### Pravidla s pěti parametry
Substitucí druhého kosinového pravidla do prvního a zjednodušením dostáváme:
{\displaystyle \cos a=(\cos a\,\cos c+\sin a\,\sin c\,\cos B)\cos c+\sin b\,\sin c\,\cos A}
{\displaystyle \cos a\,\sin ^{2}c=\sin a\,\cos c\,\sin c\,\cos B+\sin b\,\sin c\,\cos A}
Vydělením členem {\displaystyle \sin c} dostáváme
{\displaystyle \cos a\sin c=\sin a\,\cos c\,\cos B+\sin b\,\cos A}
Podobné substituce do dalších kosinových a doplňkových kosinových vzorců dávají velké množství pravidel s pěti parametry, která se však používají jen zřídka.

## Řešení trojúhelníků

### Obecné trojúhelníky
Hlavním účelem sférické trigonometrie je řešení trojúhelníků: určit ostatní prvky, jsou-li dány tři, čtyři nebo pět prvků trojúhelníka. Případ, kdy je zadáno pět prvků je triviální, vyžaduje pouze jednu aplikaci sinového pravidla. Pro čtyři zadané prvky existuje jeden netriviální případ, který je diskutovaný níže. Pro tři zadané prvky existuje šest případů: tři strany, dvě strany a jimi svíraný nebo opačný úhel, dva úhly a jimi sevřená nebo opačná strana nebo tři úhly. (Poslední případ nemá žádný analogii v rovinné trigonometrii.) Žádná jediná metoda neřeší všechny případy. Obrázek níže ukazuje sedm netriviální případů: v každém případě jsou dané strany označeny křížová bar a daný úhly s oblouk. (Je-li dán prvky jsou také uvedených níže trojúhelník). V souhrnném značení například USU znamená, že je zadaný úhel a S znamená danou stranu a posloupnost písmen U a S ve značení znamená odpovídající posloupnost v trojúhelníku.

- Případ 1: jsou dány tři strany (SSS). Kosinové pravidlo může být používán, aby dávala úhly A, B a C ale, aby se zabránilo nejednoznačnosti, dáváme přednost vzorcům pro poloviční úhel.
- Případ 2: jsou dány dvě strany a jimi sevřený úhel (SUS). Kosinové pravidlo dává a a jsme zpátky u případu 1.
- Případ 3: jsou dány dvě strany a opačný úhel (SSU). Sinusové pravidlo dává C a dostáváme případ 7. Existují buď jedno nebo dva řešení.
- Případ 4: jsou dány dva úhly a jimi sevřená strana (USU). Z kotangentových vzorců se čtyřmi parametry pro (cBaC) a (BaCb) dostaneme c a b; A pak vyplývá ze sinového pravidla.
- Případ 5: jsou dány dva úhly a opačná strana (UUS). Sinusové pravidlo dává b a dostáváme obdobu případu 7. Existuje buď jedno nebo dvě řešení.
- Případ 6: jsou dány tři úhly (UUU). Další kosinové pravidlo může být používán, aby dávala strany a, b a c ale, aby se zabránilo nejednoznačnosti, dáváme přednost vzorcům pro poloviční strany.
- Případ 7: jsou dány dva úhly a dvě opačné strany (SSUU). Použijeme Napierovy analogie pro a a A; nebo použijeme případ 3 (SSU) nebo případ 5 (UUS).

Zde uvedené metody řešení nejsou jediné možné: existuje mnoho jiných. Obecně je lepší vybírat metody, které nepoužívají arkus sinus kvůli možné nejednoznačnosti mezi úhlem a jeho doplňkem. Často je vhodné používání vzorců pro poloviční úhel, protože poloviční úhly budou menší než π/2 a tato nejednoznačnost tak odpadá. V Todhunterově knize je úplná diskuze.:s.Chap. VI, podobná diskuze je v Rossově knize. 

### Řešení pomocí pravoúhlých trojúhelníků
Další přístup je rozdělit trojúhelník na dva pravoúhlé trojúhelníky. Vezměme například případ 3, kde je zadané b, c, B. Zkonstruujeme hlavní kružnici z A, která je normálou ke straně BC v bodě D. Pak použijeme Napierova pravidla pro řešení trojúhelníku ABD: použijeme c a B pro nalezení stran AD, BD a úhlu BAD. Pak použijeme Napierova pravidla pro řešení trojúhelníka ACD; to znamená použít AD a b pro nalezení strany DC a úhlů C a DAC. Úhel A a stranu a lze získat sčítáním.

### Numerické zřetele
Ne všechna uvedená pravidla jsou v extrémních případech (např. když se úhel blíží nule nebo π) numericky robustní. Proto je třeba problémy a jejich řešení pečlivě zvažovat, zejména při vytváření programů, které mají řešit libovolné trojúhelníky.

## Obsah a sférický exces
Uvažujme sférický N-úhelník a nechť An označuje n-tý vnitřní úhel. Obsah takového mnohoúhelníka je (Todhunter, Art.99):
{\displaystyle {\text{Obsah mnohoúhelníka (na jednotkové kouli)}}\equiv E_{N}=\left(\sum _{n=1}^{N}A_{n}\right)-(N-2)\pi .}
Pro případ trojúhelníka vychází
{\displaystyle {\text{Obsah trojúhelníka (na jednotkové kouli)}}\equiv E=E_{3}=A+B+C-\pi ,}
kde E je rozdíl, o který součet úhlů přesahuje π radiánů. Hodnota E se nazývá sférický exces trojúhelníka. Tato věta je pojmenována po jejím autorovi, kterým byl Albert Girard.. Dřívější důkaz odvodil, ale nepublikoval anglický matematik Thomas Harriot. Na kouli o poloměru R je nutné oba výše uvedené výrazy pro obsah vynásobit R2. Definice excesu je na poloměru koule nezávislá.
Opačný výsledek lze zapsat
{\displaystyle \displaystyle A+B+C=\pi +{\frac {4\pi \times {\text{Obsah trojúhelníka}}}{\text{Povrch koule}}}.}
Protože obsah trojúhelníka nemůže být záporný, sférický exces je vždy kladný. Pamatujte, že není nutně malý, protože součet úhlů může dosáhnout 5π (3π pro vlastní úhly). Například
oktant koule je sférický trojúhelník se třemi pravými úhly, takže exces je π/2. V praktických aplikacích je exces často malý: Například trojúhelníky při geodetickém měření mají typicky sférický exces mnohem menší než 1' oblouku. (Rapp
Clarke, Legendreova věta o sférických trojúhelnících).
Na Zemi exces rovnostranného trojúhelníka se stranami 21.3 km (a plocha 393 km2) je přibližně 1 úhlová vteřina.
Je mnoho vzorců pro exces. Například Todhunter, (Art.101—103) dává deset příkladů, včetně těch, která uvádí L'Huilier:
{\displaystyle \operatorname {tg} {\tfrac {1}{4}}E={\sqrt {\operatorname {tg} {\tfrac {1}{2}}s\,\operatorname {tg} {\tfrac {1}{2}}(s{-}a)\,\operatorname {tg} {\tfrac {1}{2}}(s{-}b)\,\operatorname {tg} {\tfrac {1}{2}}(s{-}c)}}}
kde {\displaystyle s=(a+b+c)/2}. Protože některé trojúhelníky jsou svými hranami špatně charakterizovány (např. pokud {\displaystyle a=b\approx {\frac {1}{2}}c}), je často lepší používat
vzorec pro exces používající dvě hrany a jimi sevřený úhel
{\displaystyle \operatorname {tg} {\frac {E}{2}}={\frac {\operatorname {tg} {\frac {1}{2}}a\operatorname {tg} {\frac {1}{2}}b\sin C}{1+\operatorname {tg} {\frac {1}{2}}a\operatorname {tg} {\frac {1}{2}}b\cos C}}.}
Příklad pro sférický čtyřúhelník omezený částí hlavní kružnice, dvěma poledníky a rovníkem je
{\displaystyle \operatorname {tg} {\frac {E_{4}}{2}}={\frac {\sin {\frac {1}{2}}(\phi _{2}+\phi _{1})}{\cos {\frac {1}{2}}(\phi _{2}-\phi _{1})}}\operatorname {tg} {\frac {\lambda _{2}-\lambda _{1}}{2}}.}
kde {\displaystyle \phi ,\lambda } označuje zeměpisnou šířku a délku. Tento výsledek je získaný z jedné z Napierových
analogií. V limitě kde {\displaystyle \phi _{1},\phi _{2},\lambda _{2}-\lambda _{1}} jsou všechny malé, takže lze přibližně užít známější vztah pro obsah lichoběžníku, {\displaystyle E_{4}\approx {\frac {1}{2}}(\phi _{2}+\phi _{1})(\lambda _{2}-\lambda _{1})}.
V hyperbolické geometrii se podobně definuje úhlový deficit.